# Patrick Reimer
Patrick Reimer (Mindelheim, 10 dicembre 1982) è un hockeista su ghiaccio tedesco.

## Palmarès

### Olimpiadi invernali
- 1 medaglia:
  - 1 argento (Pyeongchang 2018)